# لوشن (مدينة)
لوشن (بالألمانية: Lychen) هي مدينة وبلدة ألمانية تقع في ألمانيا في براندنبورغ. يقدر عدد سكانها بـ 3,805 نسمة .